# Нерия
Нерия (также Тальмон Цафон) — еврейское поселение в региональном совете Мате-Биньямин. Находится около Тальмона между Модиин-Илитом и Рамаллой.

## История
Поселение было основано в 1991 году выпускниками иешивы Мерказ ха-Рав. Название оно получило в честь рабби Моше-Цви Нерии (1913—1995). В настоящее время общиной руководит рав Михаэль Гершковиц (англ. Rabbi Michael Hershkovitz), преподаватель в Мерказ ха-Рав.

## Население
Около 300 семей. Поселение национально-религиозное.